# Université catholique de Bukavu
Université catholique de Bukavu är ett universitet i Bukavu i Kongo-Kinshasa. Universitetet har sju fakulteter (agronomi, arkitektur och stadsbyggnad, ekonomi, juridik, medicin, naturvetenskap, samhällsvetenskap), tre campus i själva Bukavu och ett fjärde under uppbyggnad norr om staden. Det grundades 1989 av romersk-katolska kyrkan och erhåller sedan 2022 ekonomiskt stöd av staten. Det är ett av 16 universitet i landet som 2021 fick fortsatt rätt att undervisa i medicin.